# Fosse no 4 - 11 des mines de Courrières
La fosse no 4 - 11 dite Charles Derôme ou Sainte-Barbe de la Compagnie des mines de Courrières est un ancien charbonnage du Bassin minier du Nord-Pas-de-Calais, situé à Sallaumines. Le puits no 4, commencé en mars 1865, est exploité à partir de la fin de 1867. Des cités et des écoles sont établies à proximité de la fosse. Le puits no 11 est ajouté en 1898 à 30 mètres à l'ouest, et est terminé en 1901. La Catastrophe de Courrières survient le samedi 10 mars 1906. Sur 429 mineurs descendus, 428 manquent à l'appel. À la suite des funérailles, des grèves se propagent dans tout le bassin minier à l'exception de la Compagnie des mines de Bruay.
La Compagnie des mines de Courrières est nationalisée en 1946, et intègre le Groupe d'Hénin-Liétard. Une explosion survient dans le puits no 11 le lundi 19 avril 1948. Le souffle de l'explosion endommage les installations du jour. Seize morts sont dénombrés, ainsi que trente-trois blessés graves. La fosse est fermée en 1954, après avoir été concentrée sur la fosse no 3 - 15. Les puits nos 11 et 4 sont respectivement remblayés en 1955 et 1968. Les chevalements sont détruits en 1962, le carreau de fosse est utilisé comme parc à bois.
Au début du XXIe siècle, Charbonnages de France matérialise les têtes des puits nos 4 et 11. L'essentiel des cités a été réhabilité, bien que des habitations ont été détruites. Au début des années 2010, des lotissements sont construits sur la partie orientale du carreau de fosse.

## La fosse

### Fonçage
La fosse no 4 est commencée en mars 1865 à Sallaumines à 370 mètres au sud de la route nationale no 43 de Lens à Douai, et à 700 mètres du clocher de la commune, le long de la ligne de Lens à Ostricourt. Elle est située à 1 192 mètres à l'ouest de la fosse no 3.
Le puits est situé à l'altitude de 42,99 mètres,. La tête des eaux est à la profondeur de 15,60 mètres. Le niveau est passé sans difficulté, les venues d'eau sont peu abondantes. Le cuvelage en bois est polygonal. Le puits a un diamètre utile de quatre mètres. Le terrain houiller est atteint à la profondeur de 160,22 mètres,.

### Exploitation

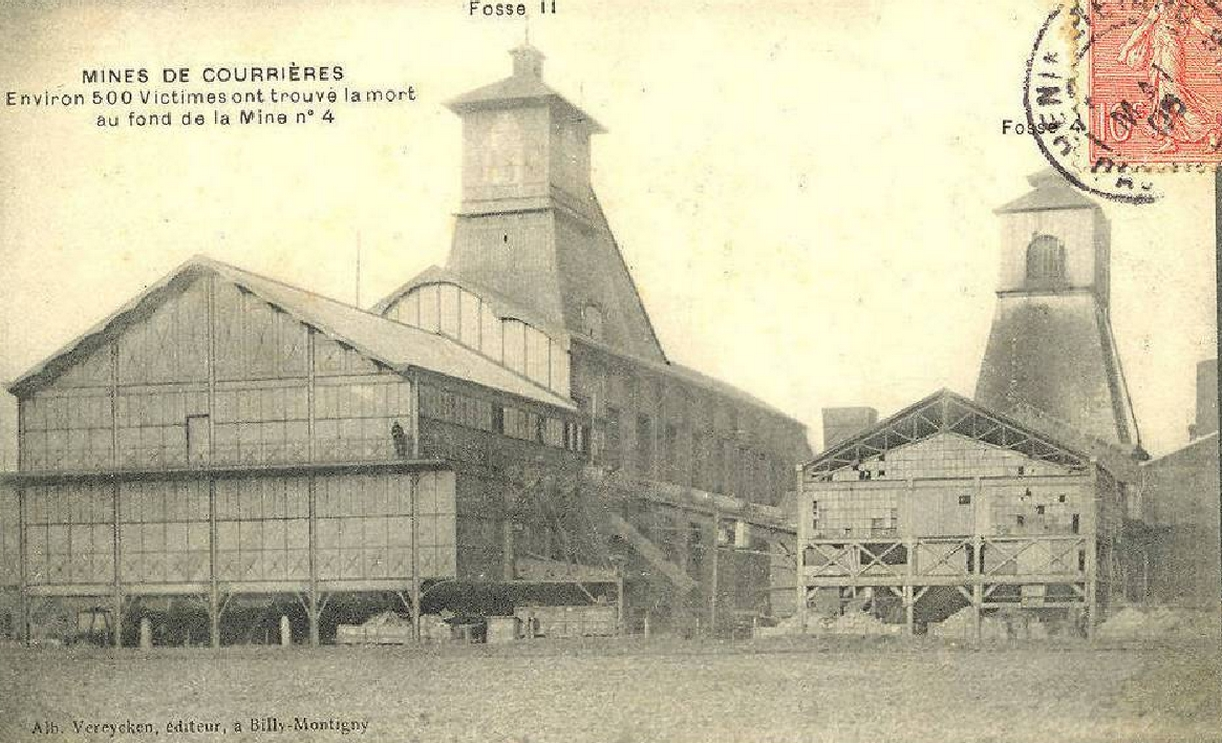
La fosse en 1906, avec ses puits nos 11 et 4.

La fosse est terminée à la fin de l'année 1867,. La houille exploitée tient de 34 à 40 % de matières volatiles.
Dans les années 1890, les accrochages sont établis à 200, 222, 253, 272 et 299 mètres, mais seuls les deux derniers étages sont en activité. Le puits est alors profond de 356,38 mètres. le puits no 11 est ajouté en 1898 à 30 mètres à l'ouest du puits no 4. Il est situé à l'altitude de 42 mètres, et le terrain houiller est atteint à 160 mètres. Le puits no 11 est terminé en 1901.
La Catastrophe de Courrières se produit le samedi 10 mars 1906. Les puits sont obstrués par les débris accumulés par la déflagration. Sur 429 mineurs descendus, 428 sont absents. Les funérailles ont lieu le 13 mars. Il s'ensuit une vagues de grèves dans le bassin minier qui touchent toutes les compagnies, à l'exception de celle de Bruay.
La Compagnie des mines de Courrières est nationalisée en 1946, et intègre le Groupe d'Hénin-Liétard. Une explosion se produit dans le puits no 11 le lundi 19 avril 1948. Le souffle de l'explosion endommage les installations du jour, la cage va même jusqu'à se coincer dans le chevalement. Seize morts sont dénombrés, ainsi que trente-trois blessés graves.
La fosse ferme en 1954, date à laquelle elle est concentrée sur la fosse no 3 - 15. La machine d'extraction du puits no 11 est démontée puis remontée sur le puits no 24 de la fosse no 24 - 25 à Estevelles. Le puits no 11, profond de 495 mètres, est remblayé en 1955, et le puits no 4, profond de 475 mètres, est remblayé en 1968, six ans après la démolition des chevalements. Le carreau de fosse est ensuite utilisé comme parc à bois.

### Reconversion
Au début du XXIe siècle, Charbonnages de France matérialise les têtes des puits nos 4 et 11. Le BRGM y effectue des inspections chaque année. Il ne subsiste rien de la fosse. Au début des années 2010, des lotissements sont construits sur le carreau de fosse, à l'est des puits.

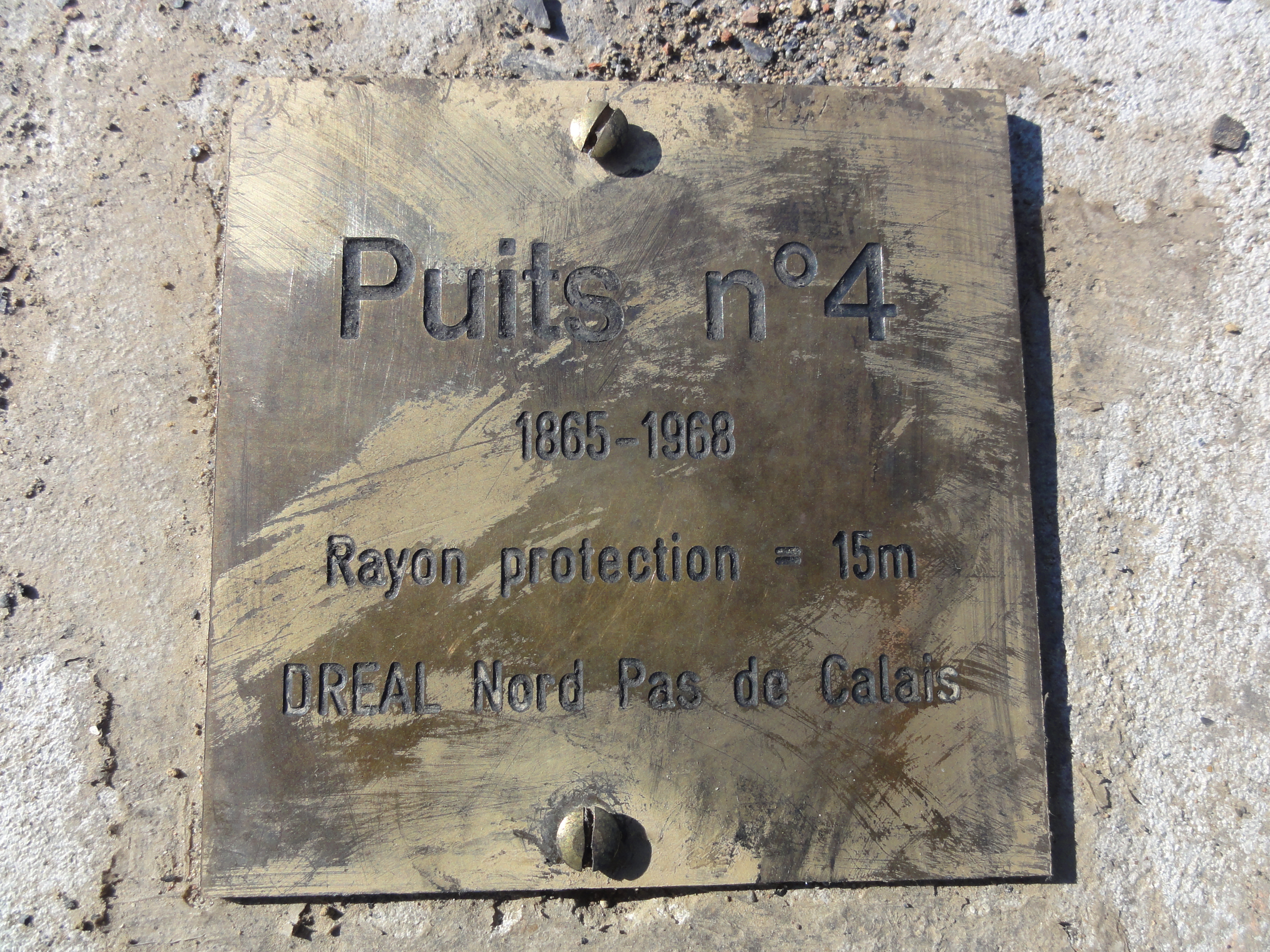
Puits no 4, 1865 - 1968.
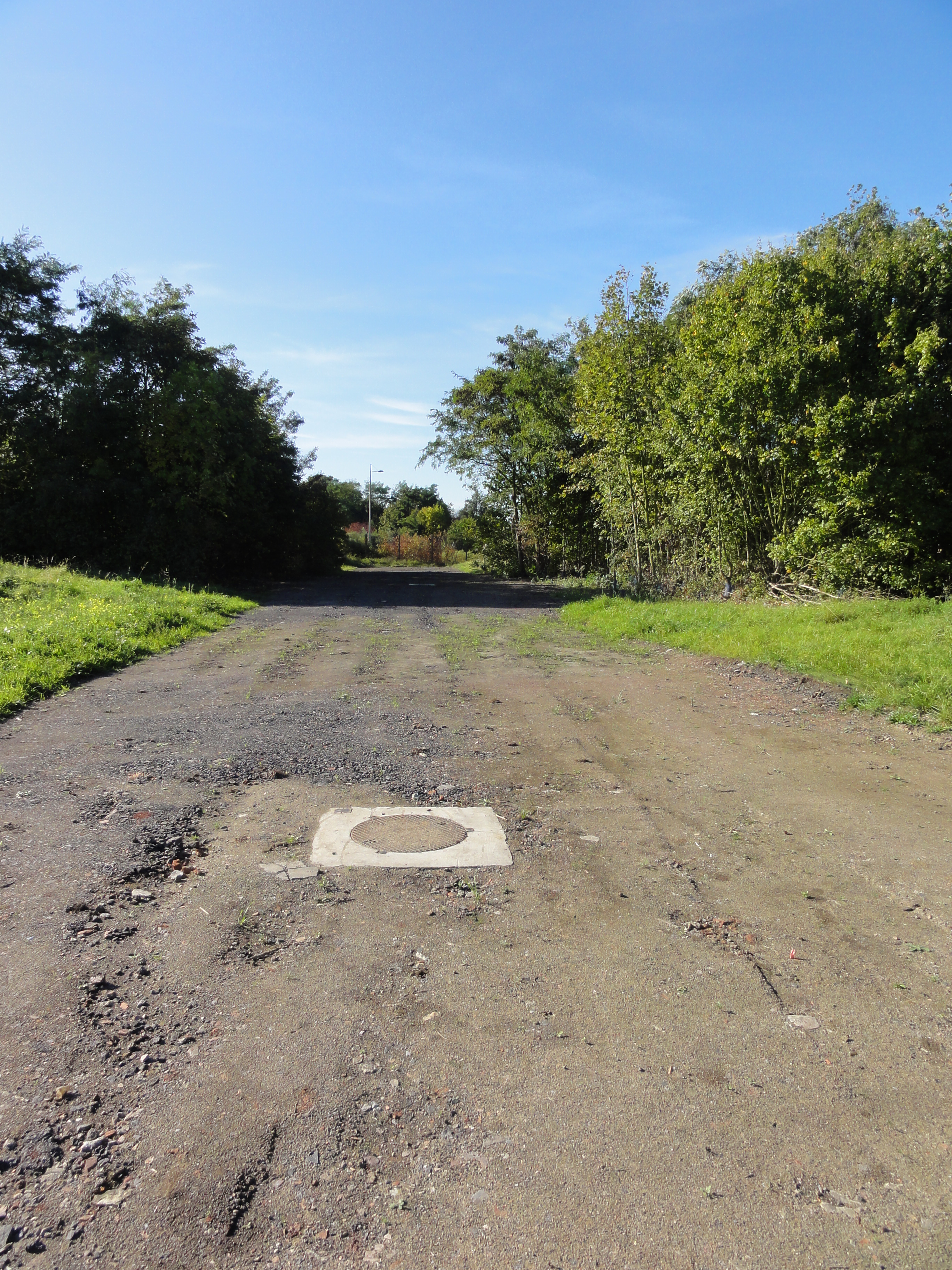
Le puits no 4, et en arrière-plan, le puits no 11.
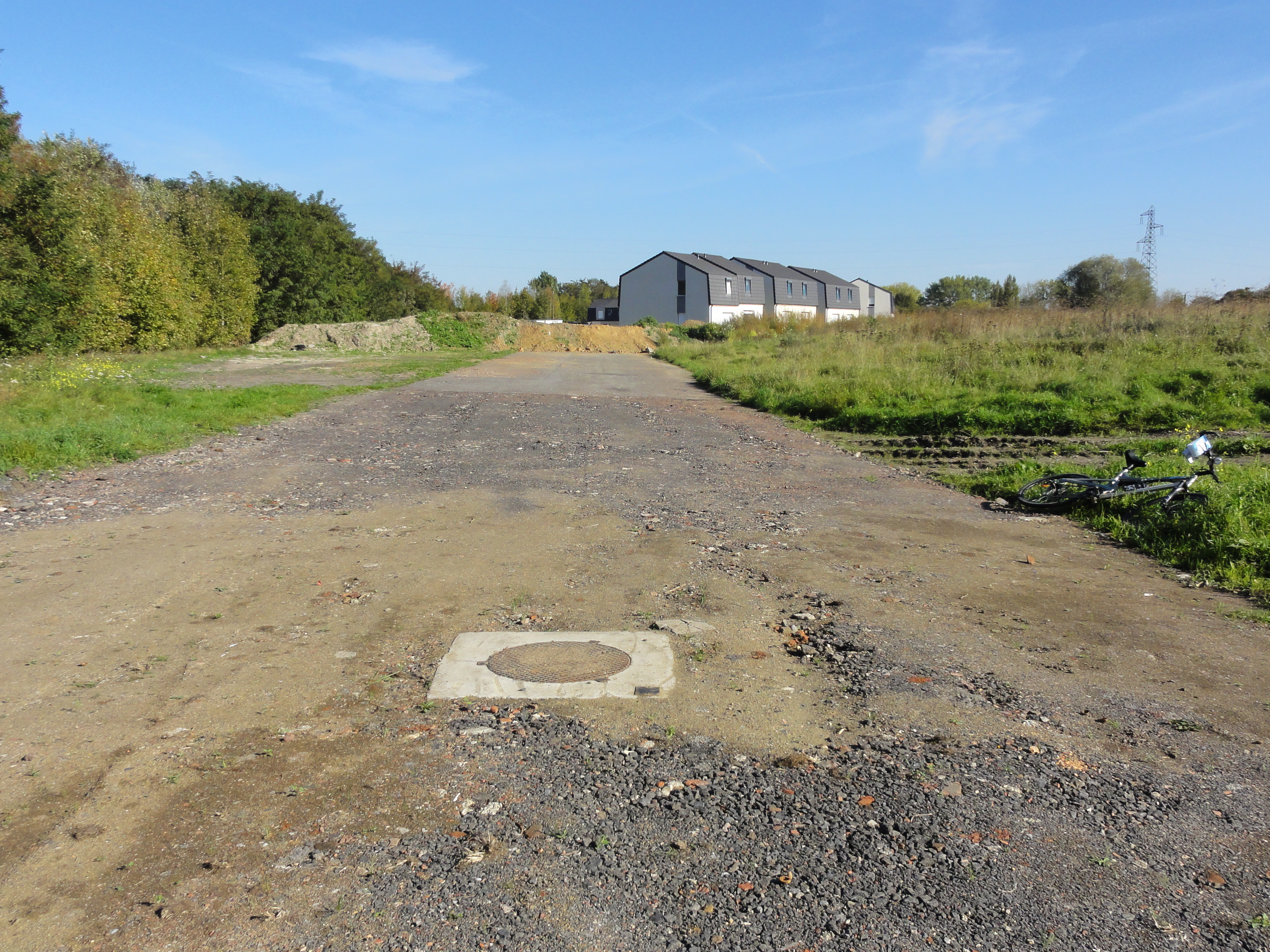
Le puits no 4 dans son environnement.
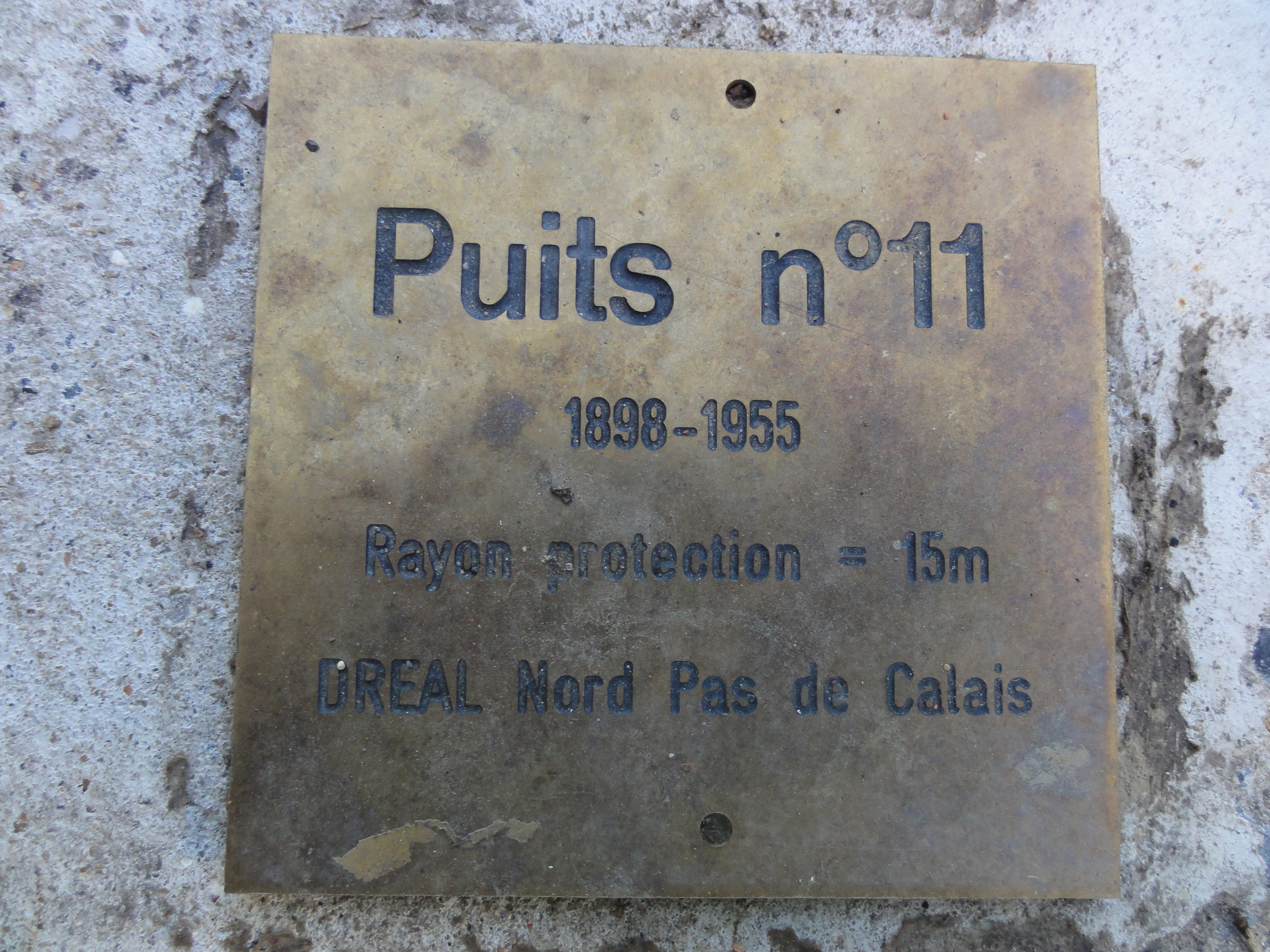
Puits no 11, 1898 - 1955.
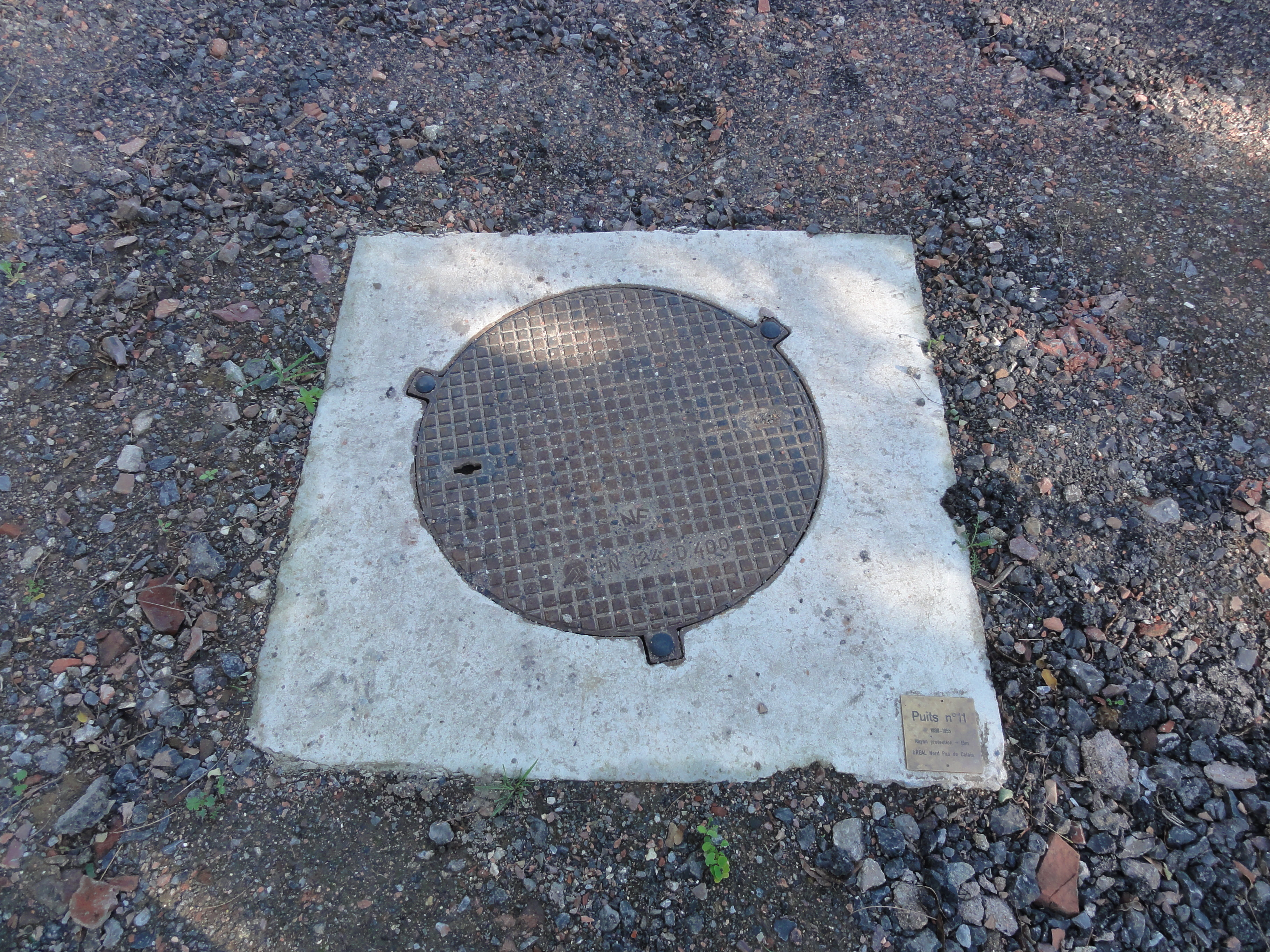
La tête de puits matérialisée no 11.
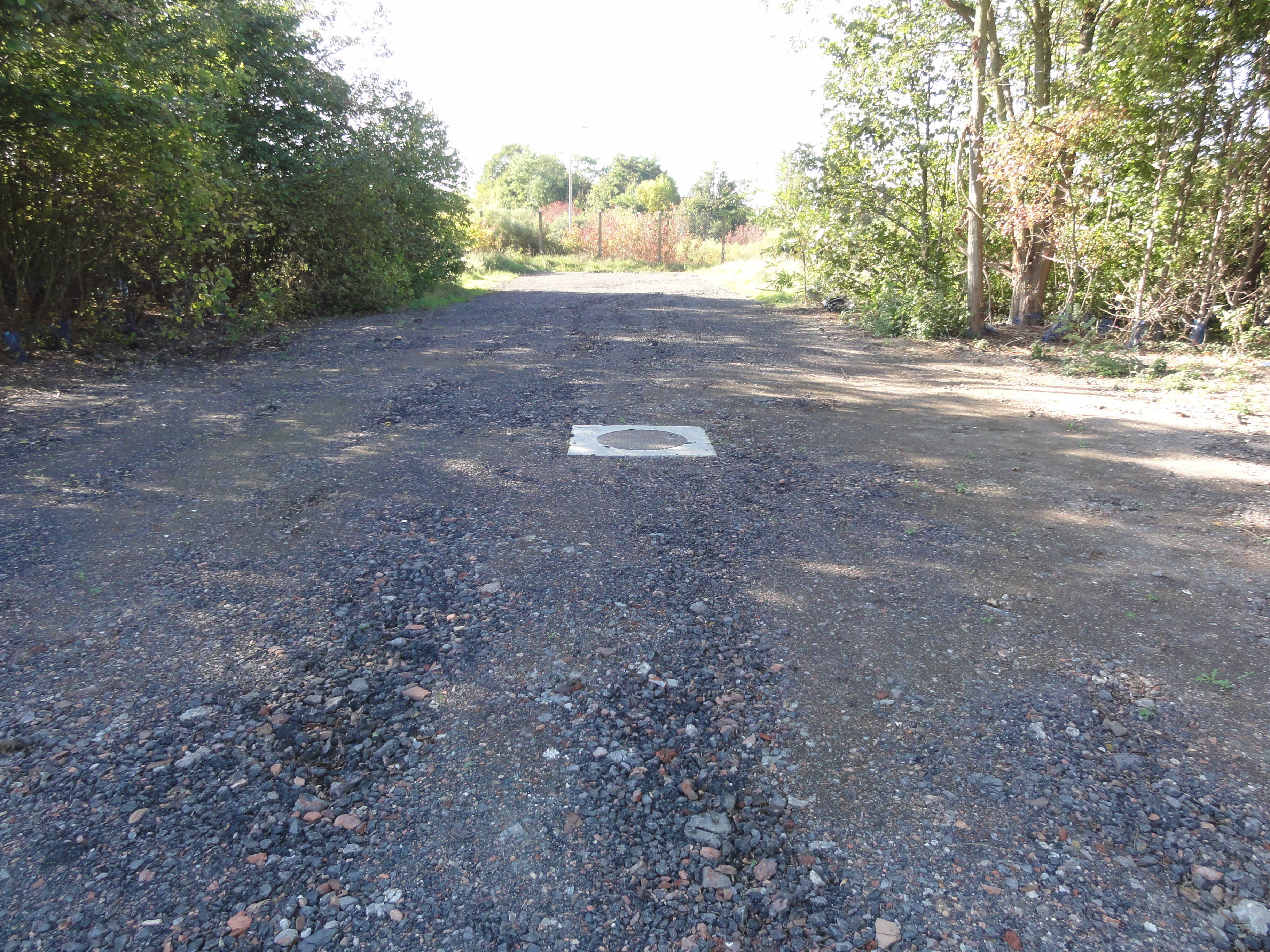
Le puits no 11 dans son environnement.

## Les cités
De vastes cités ont été établies à proximité de la fosse. L'essentiel des cités a été rénové, bien que quelques maisons ont été détruites.

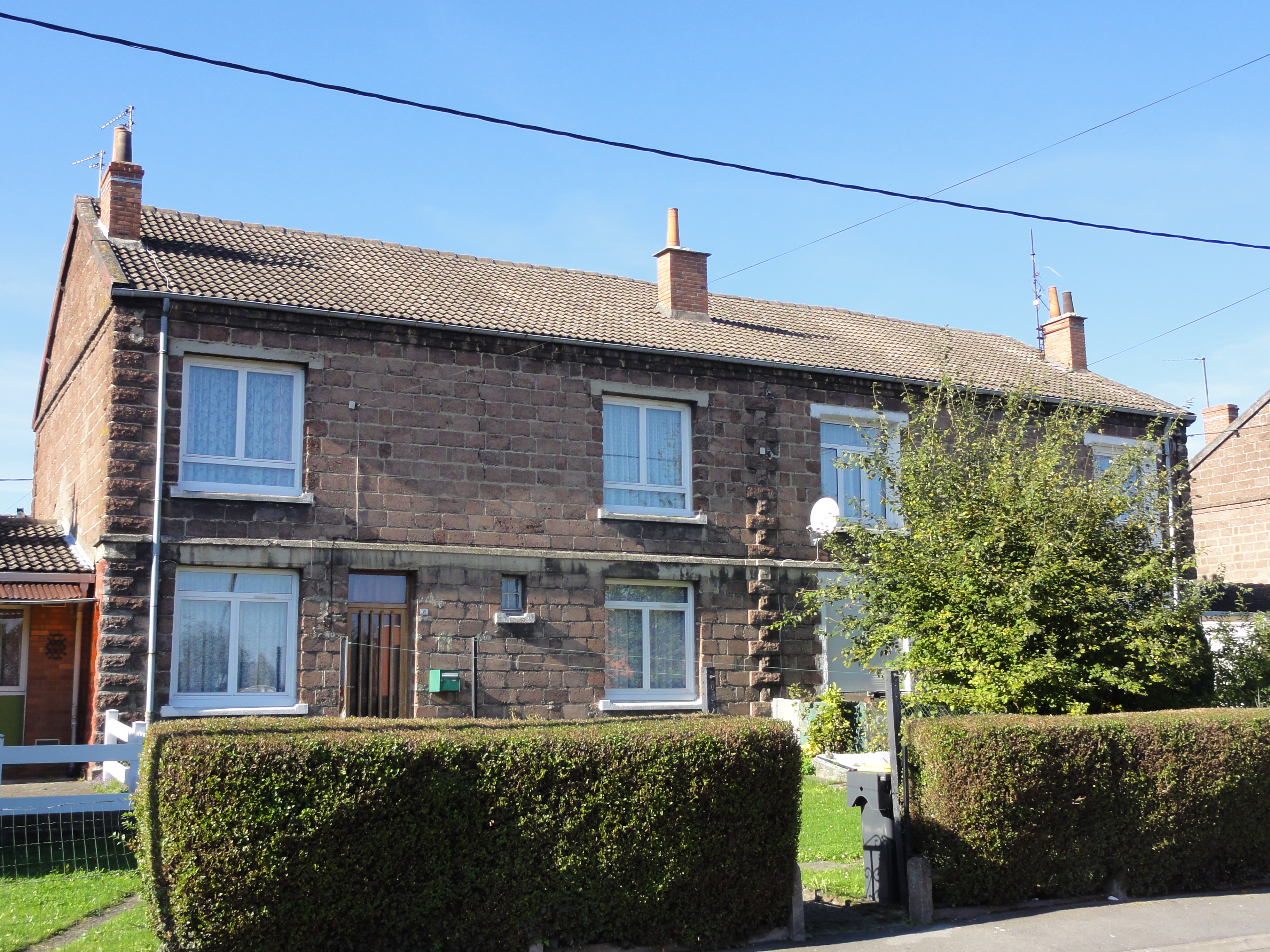
Des habitations construites en parpaings.
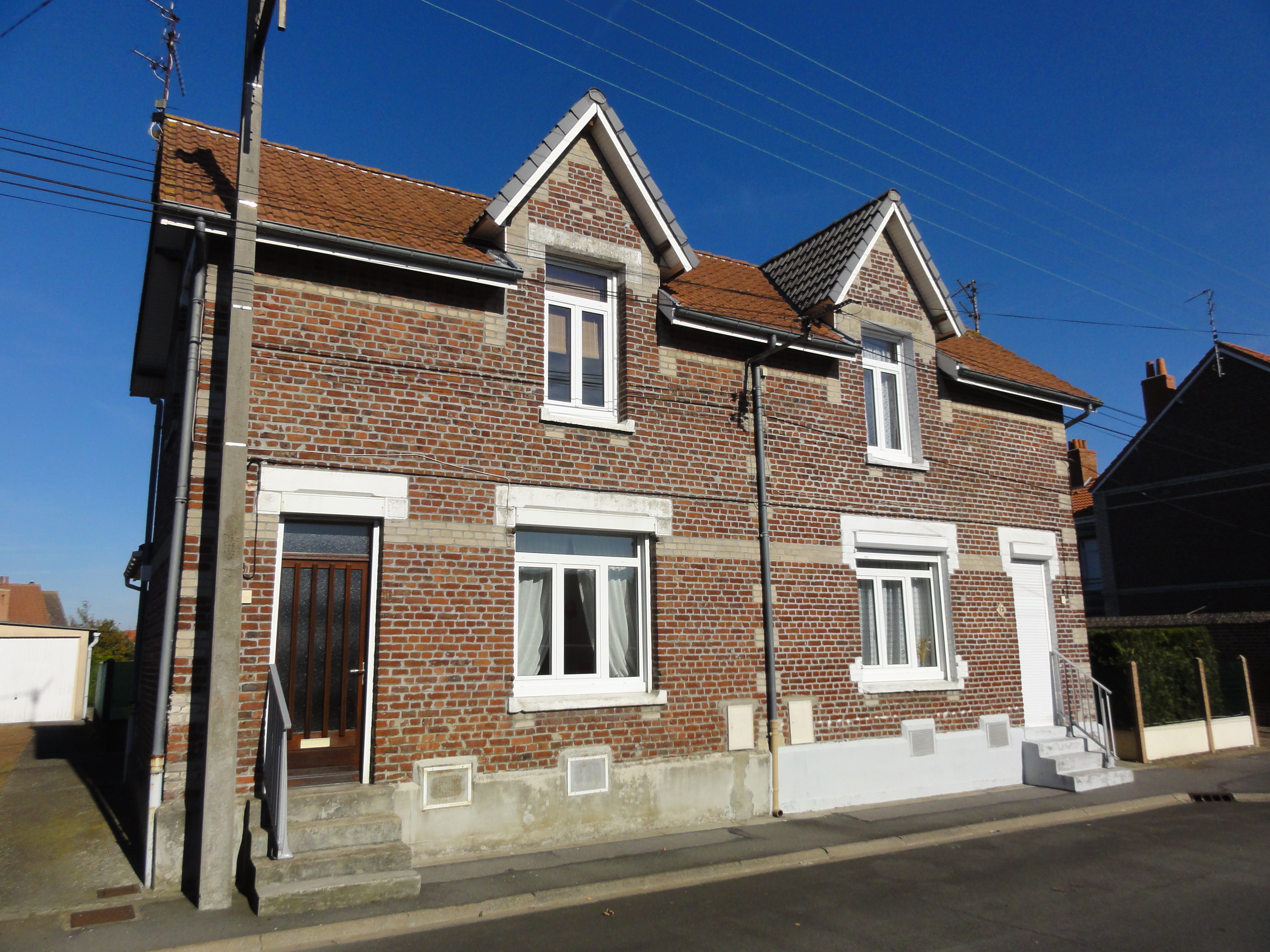
Des habitations groupées par deux.
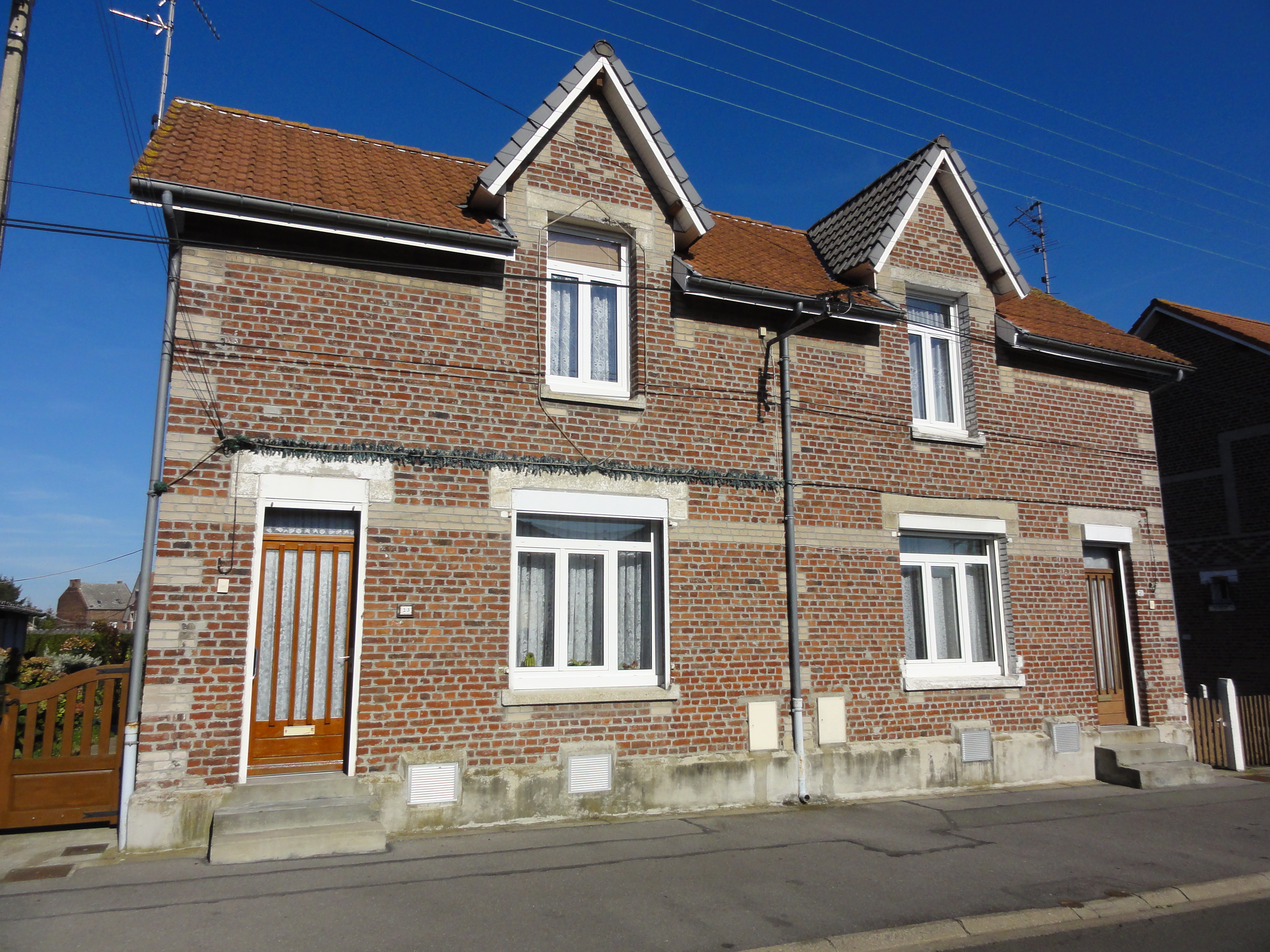
Des habitations groupées par deux.
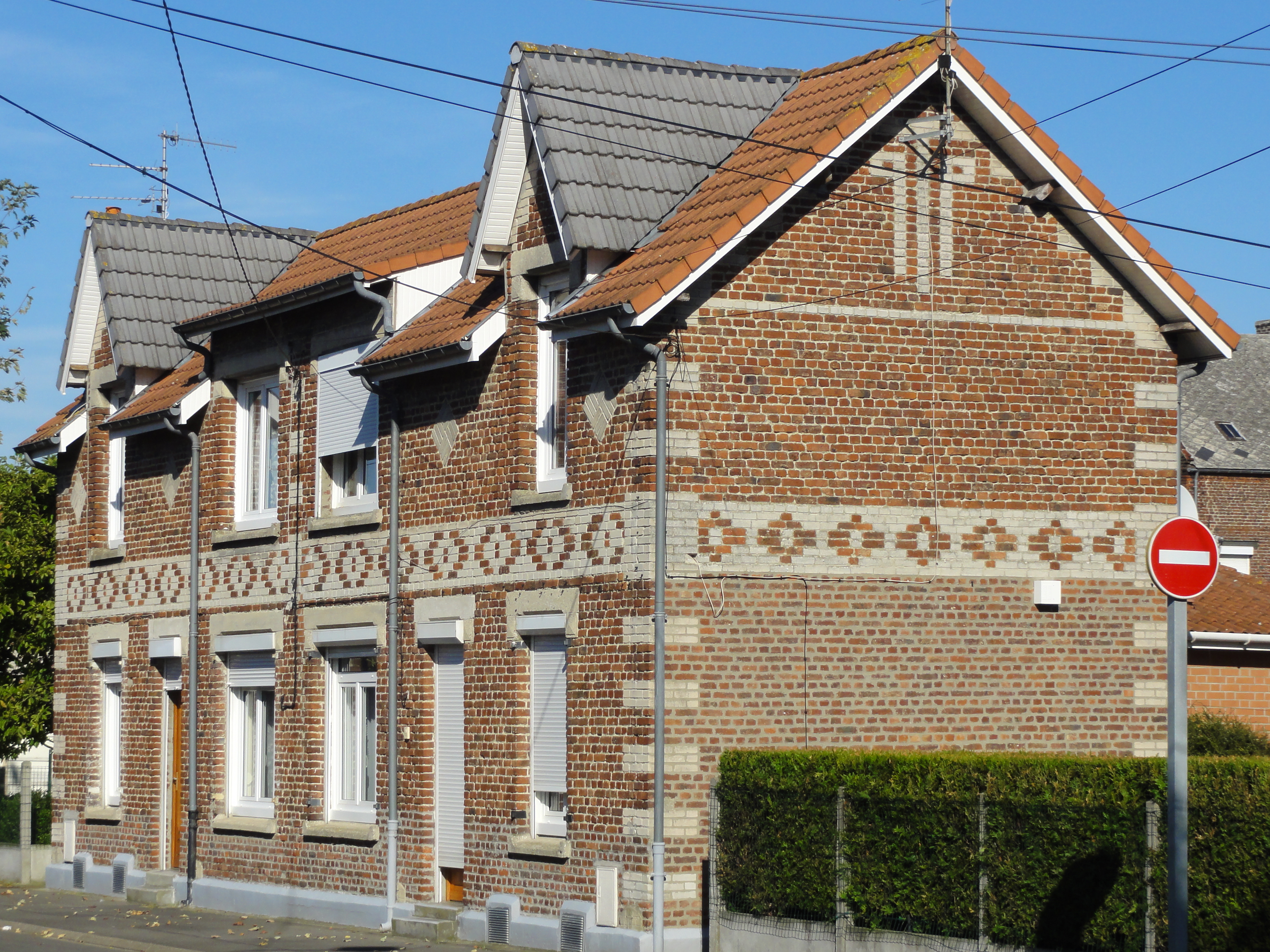
Des habitations groupées par deux.
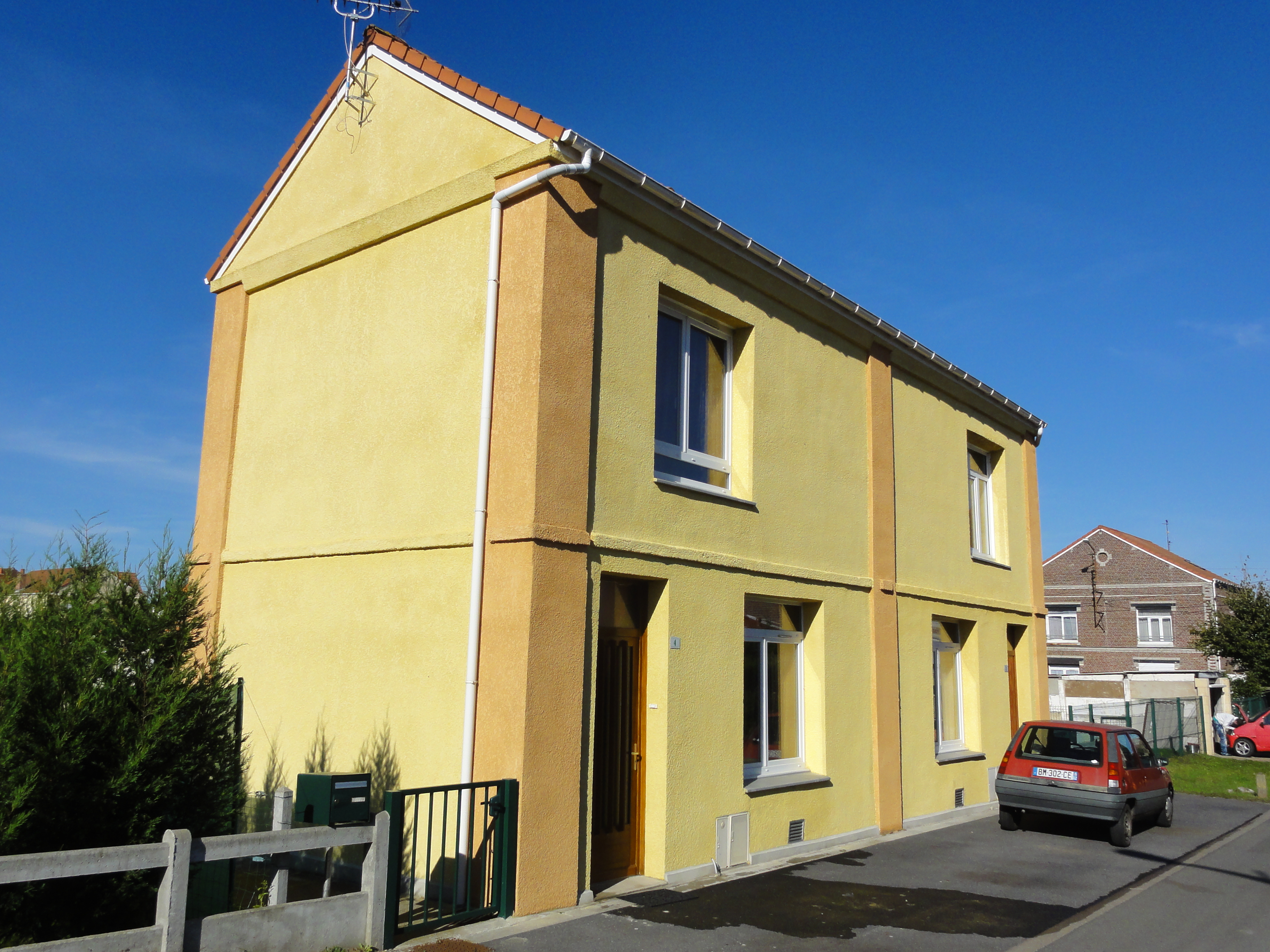
Des habitations rénovées groupées par deux.
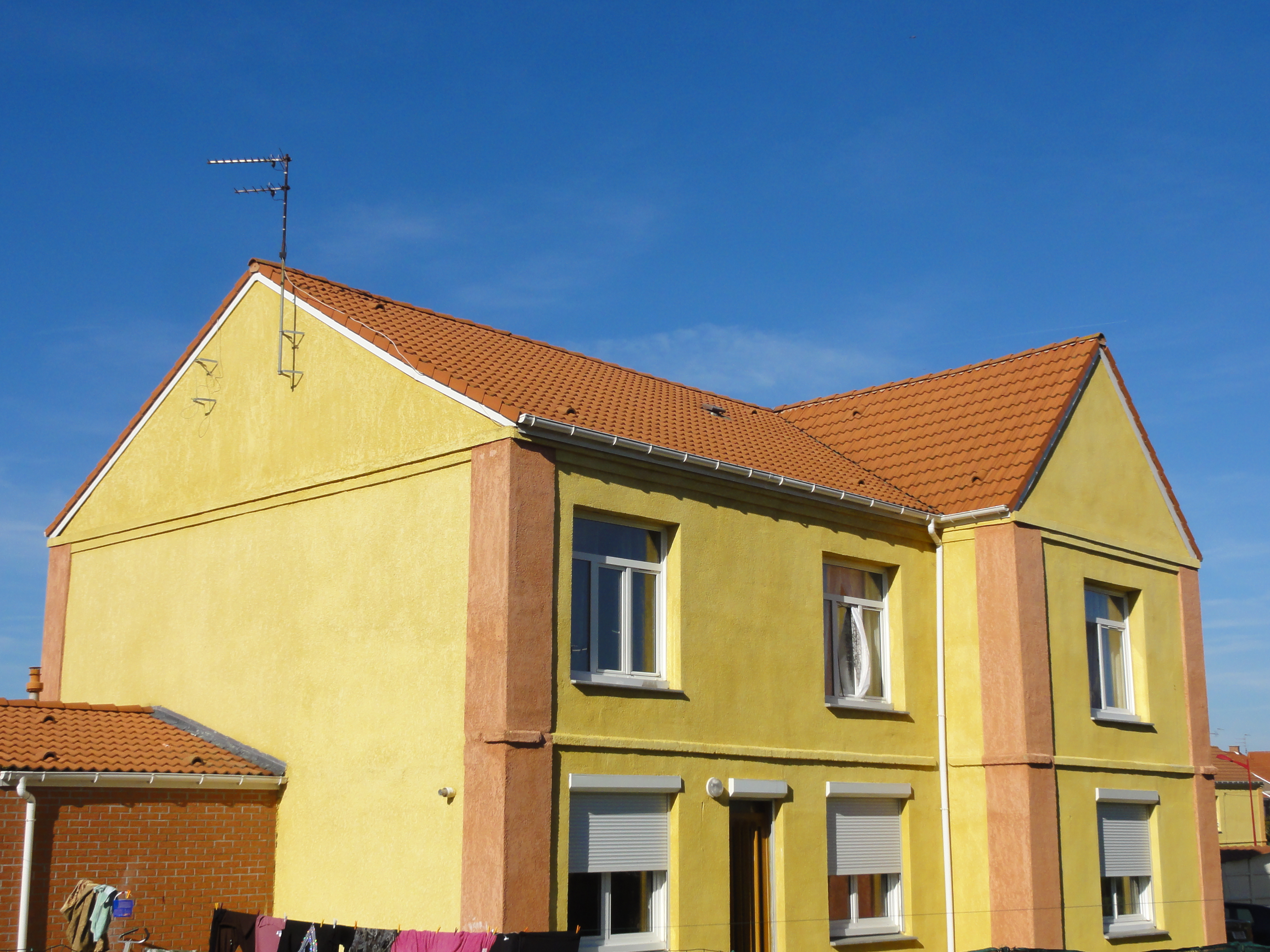
Des habitations rénovées groupées par deux.